# (9813) Rozgaj
(9813) Rozgaj (1998 TP5) – planetoida z pasa głównego asteroid okrążająca Słońce w ciągu 3,42 lat w średniej odległości 2,27 j.a. Odkryta 13 października 1998 roku.